# No Reason
No Reason – utwór Sum 41, singel wydany w 2005 w Europie i USA za pośrednictwem Island Records, promujący album Chuck. Został wydany jako singel przeznaczony do nadawania w radiu (bez teledysku) w tym samym czasie co singel "Some Say". Był często nadawany w stacjach radiowych oraz osiągnął 16. miejsce na liście Modern Rock Tracks. Piosenka znalazła się na soundtracku do filmu Dirty Love. Tuż przed premierą filmu Sum 41 wydał nieoficjalną wersję teledysku do utworu. W internetowym głosowaniu utwór został wybrany najlepszym z albumu Chuck, "We’re All to Blame" znalazł się na 2. miejscu. W innym głosowaniu (na najbardziej ulubioną piosenkę Sum 41 ze wszystkich albumów) No Reason znalazł się również na 1. miejscu, zaś "We’re All to Blame" na 2.
Utwór znalazł się na soundtracku do gier NFL Street 2 i Full Auto 2: Battlelines. Piosenka została wykorzystana również w trailerze do filmu Królowie Dogtown, znalazła się również na oficjalnym soundtracku do filmu.
Piosenka jest uważana za najlepszą balladę Sum 41, podobnie jak We’re All to Blame zawiera poważne, mające polityczne odwoływania teksty. Zespół nigdy nie wytłumaczył znaczenia tekstu utworu – nieoficjalnie mówi się, że piosenka opowiada o ludziach robiących coś złego, zdając sobie sprawę z czynienia zła, jednak kontynuują swój proceder. Piosenka jest znana głównie dzięki wersowi “when we all fall down it will be too late". Poszczególne wersy utworu znakomicie ze sobą kontrastują ("Everything but time is running out!"). Utwór odwołuje się również do problemów ekologicznych.
Jest to jedna z pierwszych piosenek napisanych na album Chuck i zawiera niemal każdy rodzaj dźwięku, jaki można usłyszeć na albumie (style muzyczne od pop punk do thrash metal). Piosenka została nagrana z zamierzeniem uzyskania utworu pełnego energii, nagranie jest ponadto dużo szybsze od innych utworów na płycie.